# Бардаслы
Бардаслы (баш. Бәрҙәсле) — село в Чекмагушевском районе Республики Башкортостан Российской Федерации. Входит в состав Урнякского сельсовета. 

## География

### Географическое положение
Расстояние до:
- районного центра (Чекмагуш): 31 км,
- ближайшей ж/д станции (Буздяк): 98 км.

## Население
| 2002 | 2009 | 2010 |
| ---- | ---- | ---- |
| 141  | ↘139 | ↘120 |

Национальный состав
Согласно переписи 2002 года, преобладающая национальность — башкиры (96 %).